# Henry B. Simms

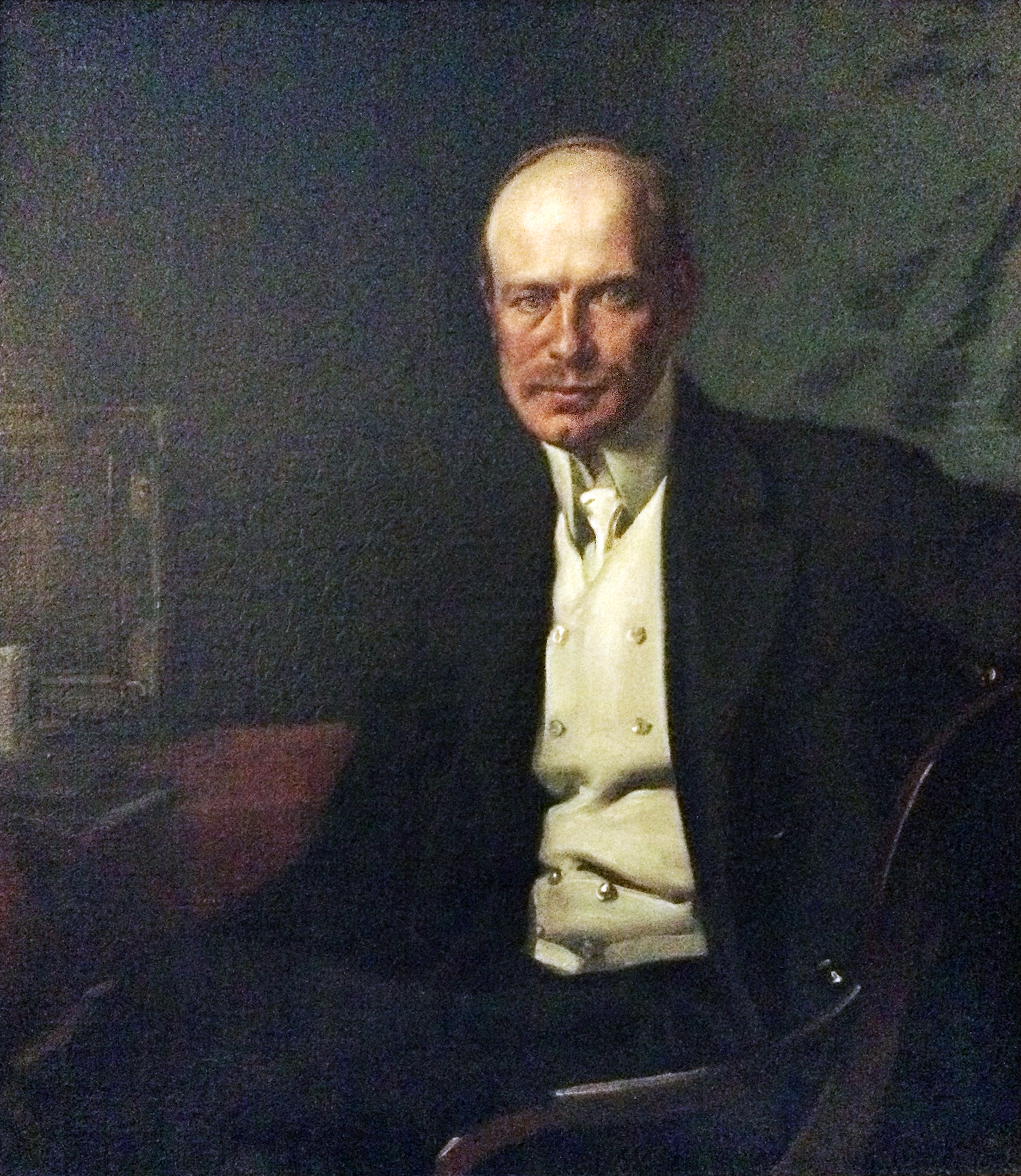
Henry B. Simms, Porträt von Hugo von Habermann, 1906

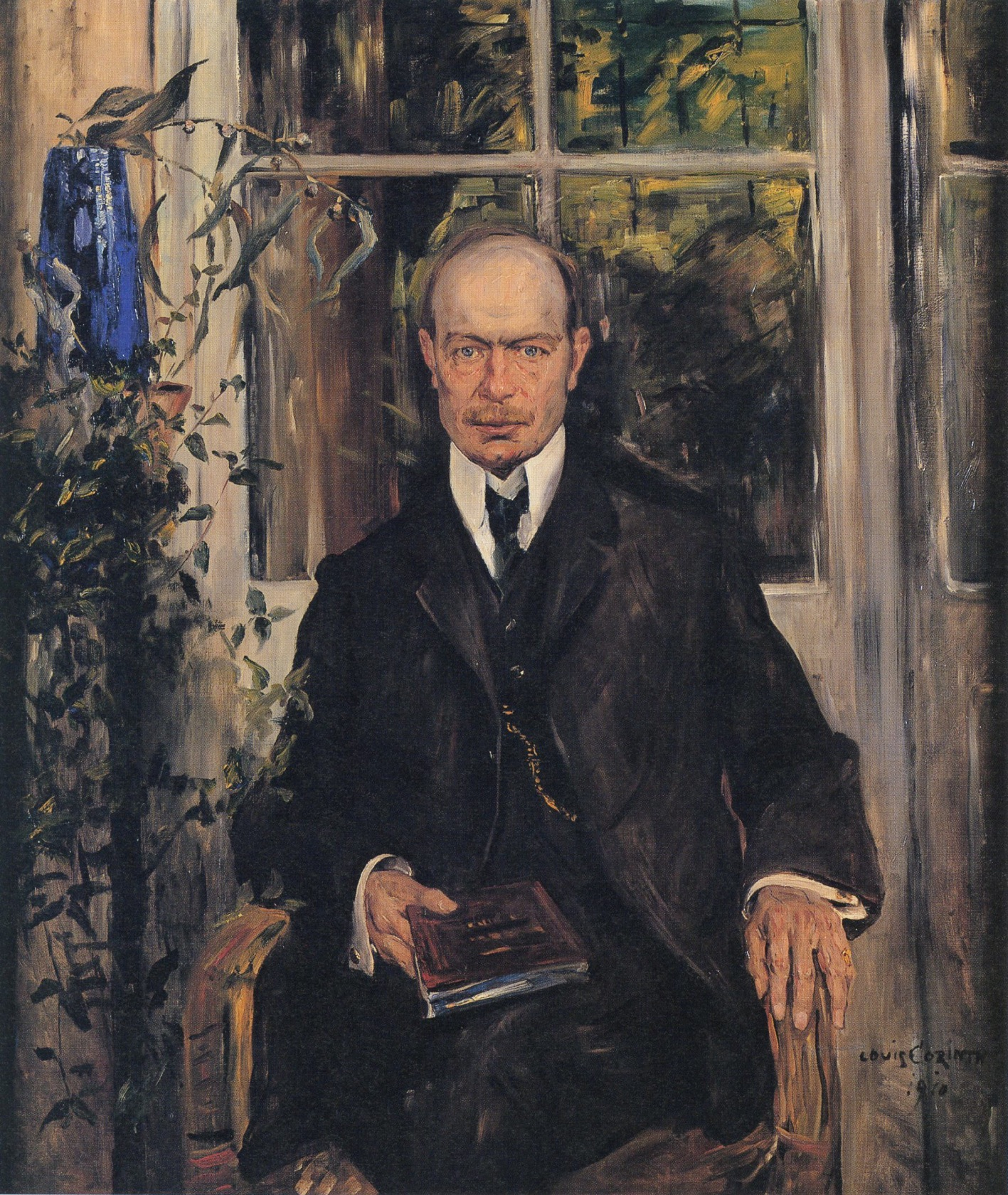
Henry B. Simms, Porträt von Lovis Corinth, 1910

Villa Simms in der Heilwigstraße 29 in Hamburg, um 1908

Familie Simms in der Heilwigstraße um 1910

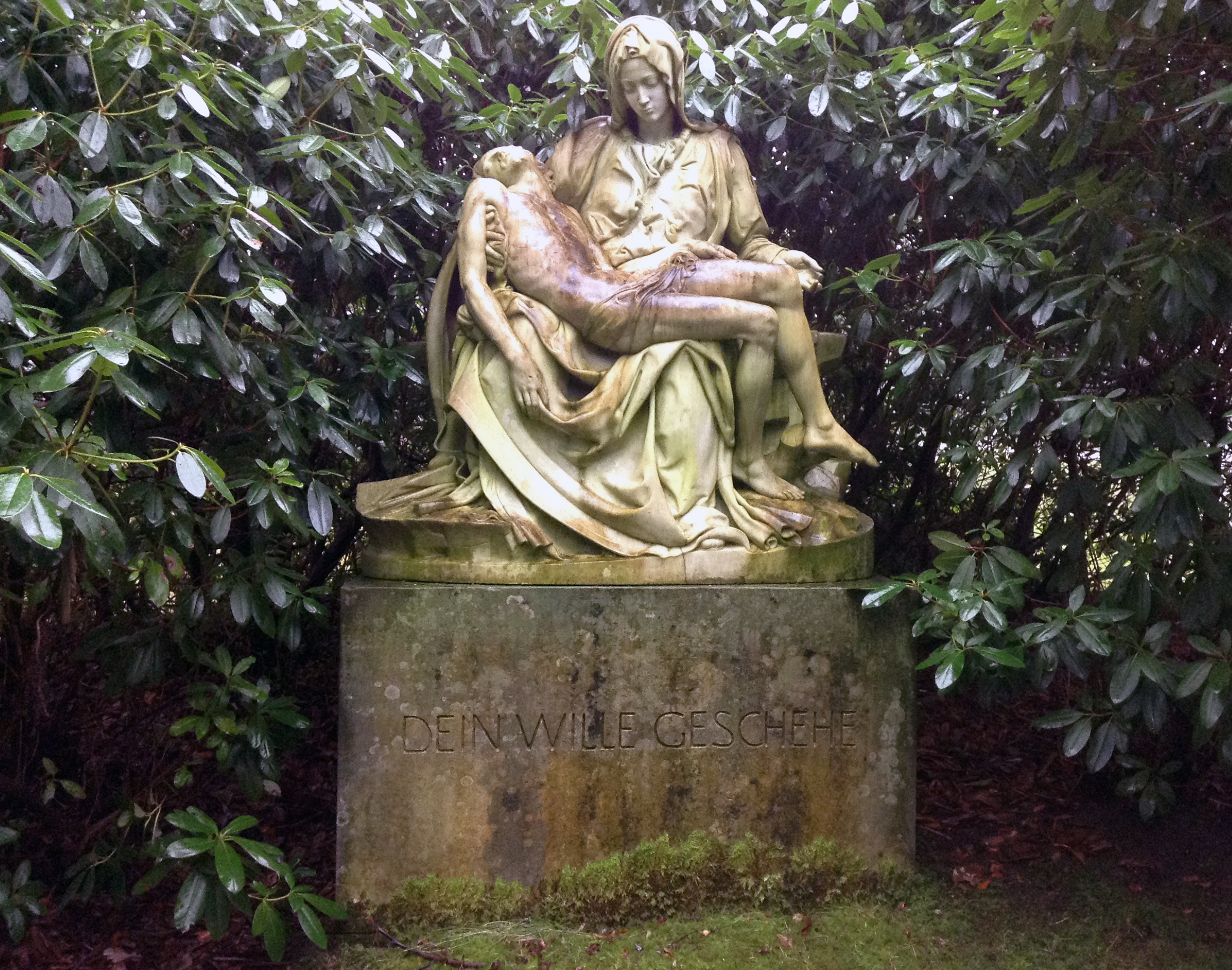
Grabstätte Simms auf dem Ohlsdorfer Friedhof in Hamburg, 2013

Henry Bernhard Simms (* 1861; † 1922) war ein deutscher Unternehmer und Kunstsammler. Durch den weltweiten Export von Bier seines Hamburger Handelshauses gehörte er zu den wohlhabenden Bürgern der Stadt. Er pflegte als Sammler engen Kontakt zu zahlreichen Künstlern im In- und Ausland und schuf eine der bedeutenden Kollektionen moderner Malerei seiner Zeit. Zu den Schwerpunkten dieser Sammlung gehörten größere Werkgruppen von Max Beckmann und Lovis Corinth, aber auch frühe Arbeiten von Pablo Picasso befanden sich in seinem Besitz.

## Leben
Henry B. Simms war der erste von drei Söhnen von Frederick L. Simms und dessen Ehefrau Antonia, geb. Hermans. Er war der ältere Bruder von Frederick R. Simms (* 1863; † 1944), dem britischen Industriellen und Automobilpionier. Über den jüngsten Bruder Robert T. Simms (* 1865) ist wenig bekannt. Schon der englischstämmige Großvater war Kaufmann in Hamburg und hatte die Familie zu Wohlstand und Ansehen gebracht.
Henry B. Simms begann seine berufliche Karriere im väterlichen Unternehmen und besuchte bereits als 19-Jähriger die Handelsdépendance in Sydney. Durch seine Bekanntschaft mit dem Direktor der Münchner Hofbräu wurde er Generalvertreter für den weltweiten Export des Hofbräu-Bieres. Es folgten entsprechende Verträge mit den Brauereien Pilsener Urquell und Löwenbräu. Das erfolgreiche Handelsunternehmen von Henry B. Simms residierte in einem Kontorhaus an den Großen Bleichen Nr. 12. Durch die Heirat mit der ebenfalls vermögenden Reederstochter Gertrud Sauber gehörte er zu den wohlhabendsten Bürgern der Hansestadt.
Das Ehepaar Simms hatte vier Kinder: Karl Frederic (Bubi) Simms (* 1896; † 28. Dezember 1915), Gertrud (Trudel) Simms (* 29. Oktober 1898; † 16. Dezember 1974), Henry (Henne) B. Simms (* 29. Oktober 1901; † 3. November 1956), Herbert H. Simms (* 2. Juli 1903; † 2. Dezember 1962).
Simms lebte von 1896 bis 1902 zunächst mit seiner Familie in einer Wohnung in Hamburg-Uhlenhorst, Bassinstraße 1, heute Am Feenteich 1. Alfred Lichtwark, der erste Direktor der Hamburger Kunsthalle, wohnte im selben Haus und regte Simms an, Kunst zu sammeln. In der Folgezeit unternahm Simms mehrere Bildungsreisen nach München, Florenz, Venedig und Rom und erwarb erste Kunstwerke. Zudem widmete er sich intensiv dem Studium der Kunstgeschichte und gehörte schon bald dem Kunstverein in Hamburg und der Gesellschaft Hamburgischer Kunstfreunde an.
Um 1906 beauftragte Simms den Architekten George Radel mit dem Entwurf einer Villa. Auf dem Grundstück Heilwigstraße 29 Ecke Benedictstraße und Abteistraße in Hamburg-Harvestehude entstand daraufhin ein repräsentativer Wohnsitz, der ausreichend Platz für die umfangreiche Kunstsammlung bieten sollte. Der Maler Arthur Illies, der der Ehefrau Gertrud Radierunterricht gab, schuf 1907 in Anlehnung an den Jugendstil mehrere großformatige Wandgemälde, die das Treppenhaus schmückten. Zu den häufigen Gästen im Hause Simms gehörte der Maler Max Beckmann, den der Sammler 1912 auf Helgoland kennengelernt hatte. Er schuf im Folgejahr das Bildnis der Familie Simms. Ein weiteres Familienbildnis stammt aus der Hand von Lovis Corinth, den Simms 1910 in sein Feriendomizil im Südtiroler Klobenstein eingeladen hatte. Das Gemälde Terrasse in Klobenstein gehört heute zur Sammlung der Hamburger Kunsthalle. Corinth schuf im selben Jahr zudem das Porträt Henry P. Simms (Museum für Kunst und Kulturgeschichte Dortmund).
Als Alfred Lichtwark begann, Künstler nach Hamburg einzuladen, um Stadtansichten zu malen, war es Simms, der den Franzosen Auguste Herbin zu einem Besuch der Hansestadt überredete. Durch Simms kam 1910 möglicherweise auch der Kontakt zwischen Lichtwark und Corinth zustande, der für die Kunsthalle Bilder aus Hamburg und das Porträt Professor Eduard Meyer malte. Auch privat vermittelte Simms an Corinth Porträtaufträge, so beispielsweise an seinen Schwager Albert Kaumann (Bildnis Albert Kaumann, Hamburger Kunsthalle (Leihgabe); Frau Else Kaumann auf der Gartenbank, Kunsthalle zu Kiel; Morgensonne, Hessisches Landesmuseum Darmstadt). Dessen Tochter Jeanne – wiederum auf Vermittlung Simms’ – wurde im Sommer 1913 von Max Beckmann porträtiert.
Über seine Sammlertätigkeit verfasste Simms von 1905 bis 1910 das Buch Meine Bilder und einige Aufzeichnungen wie meine Sammlung entstand. Anlässlich des 25. Firmenjubiläums brachte Simms für Freunde und Geschäftspartner das Buch heraus. Die Auflage war 500 Stück. In tagebuchartigem Erzählstil überliefert er seine Erinnerungen und Gedanken zu Kunst und Künstlern. Im zweiten Teil des Bandes fügt er einen repräsentativen Querschnitt seiner Sammlung in Bildtafeln bei. Das Buch ist eine wichtige Quelle zur Rekonstruktion seiner Sammlung.
Die Grabstätte der Familie Simms befindet sich auf dem Friedhof Ohlsdorf (Grablage AH 17, 9-32) am Westring in einer Rhododendron-Lichtung zwischen den Mausoleen Jenisch und Gundlach. Sie wird geschmückt von einer Kopie der Pietà von Michelangelo, 1910 in Rom mit päpstlicher Erlaubnis von F. Tannenbaum angefertigt und aufwändig nach Hamburg verbracht, Erstbestattung nach dem Tuberkulose-Tod des ältesten Sohnes Karl 1915.

## Die Sammlung Simms
Zu den ersten von Simms getätigten Kunsterwerbungen gehörten grafische Arbeiten von Dürer und Rembrandt. Während seiner frühen Italienreisen kaufte er kleine Bronzefiguren nach antikem Vorbild und besuchte in Rom lebende deutsche Künstler, wie den Maler Otto Greiner oder den Bildhauer Joseph von Kopf. Dort traf Simms 1895 den jungen Georg Kolbe, von dem er drei Aquarelle erwarb. Jahre später gelangte zudem Kolbes Skulptur Kauerndes Weib (Georg-Kolbe-Museum) in seinen Besitz. Der direkte Kontakt zu Künstlern bestimmte auch später seine Sammlertätigkeit.
Vorbild für den Sammler Simms war zunächst die Kollektion des Grafen Adolf Friedrich von Schack in München (Sammlung Schack). In Bayern lernte er Maler wie Leo Putz, Franz von Stuck, Wilhelm Trübner, Richard Pietzsch, Karl Haider, Thomas Theodor Heine, Fritz von Uhde und Max Feldbauer kennen, von denen jeweils Werke Eingang in seine Sammlung fanden. Von Malern wie Arnold Böcklin und Wilhelm Leibl kaufte Simms ebenso Gemälde an wie von Ferdinand Hodler, dessen Bilder Weibliche stehende Gestalt und Bildnis Mathias Morhardt (beide jetzt Privatsammlung) sich in seiner Kollektion befanden. Von Max Klinger besaß er den grafischen Zyklus Brahms-Phantasie.
In Hamburg pflegte Simms ebenfalls engen Kontakt zu Künstlern und kaufte ihre Werke an. Neben Illies, von dem Simms 14 Alstertal-Bilder besaß, gehörten zu dieser Gruppe Valentin Ruths, Friedrich Schaper, Arthur Siebelist und Julius von Ehren. Einen Schwerpunkt der Sammlung Simms bildeten Werkgruppen von Lovis Corinth und Max Beckmann. Corinths Mädchen mit Stier (Hamburger Kunsthalle) kam 1903 in seine Sammlung, die 1910 bereits 14 Gemälde des Künstlers aufwies. Dazu gehörten beispielsweise die Bilder Schwarze Schatten, Die Geigenspielerin (Kunstsammlungen Chemnitz, private Leihgabe), Perseus und Andromeda, Matinée (Saarlandmuseum), Modellpause (Galerie Neue Meister), Kalla und Flieder mit Bronzefigur (Von der Heydt-Museum) sowie die Porträts der Familie und des Sammlers selbst.
Insgesamt 15 Gemälde von Max Beckmann waren in der Sammlung Simms zu sehen, darunter allein vier Porträts von dessen erster Ehefrau Minna Beckmann-Tube. Ihr Porträt  Minna mit rosaviolettem Grund befindet sich heute in der Hamburger Kunsthalle. Zu den weiteren Beckmann-Bilder der Sammlung zählten Bau des Hermsdorfer Wasserturms (Städel), Wasserturm bei Hermsdorf (Stiftung Stadtmuseum Berlin), Stillleben mit roten Rosen (Privatbesitz) und Bildnis Max Reger (Kunsthaus Zürich).
Der in Paris lebende Kunstkritiker Wilhelm Uhde stellte 1907 den Kontakt zwischen Simms und Auguste Herbin her, von dem der Sammler einen Werkblock mit nicht weniger als 26 Arbeiten zusammentrug. Über Uhde erwarb er zudem je ein Landschaftsbild von Claude Monet und Alfred Sisley, sowie ein Gemälde Wasserfall von Gustave Courbet. Zudem erstand er mit dem Gemälde Mädchen in Blumen und der Gouache Garçon à la collerette als einer der ersten Sammler in Deutschland Werke von Pablo Picasso.
Der genaue Umfang der Sammlung Henry B. Simms ist heute nicht mehr bekannt. Im Jahr 1918 lieh er für eine Ausstellung in der Hamburger Kunsthalle aus seiner Sammlung 169 Gemälde. 1930 gelangten 68 Gemälde des Verstorbenen zur Versteigerung, weitere Bilder veräußerte die Familie nach dem Tod seiner Frau Gertrud. Der Verbleib der übrigen Werke ist ungeklärt.

Bilder aus der Sammlung
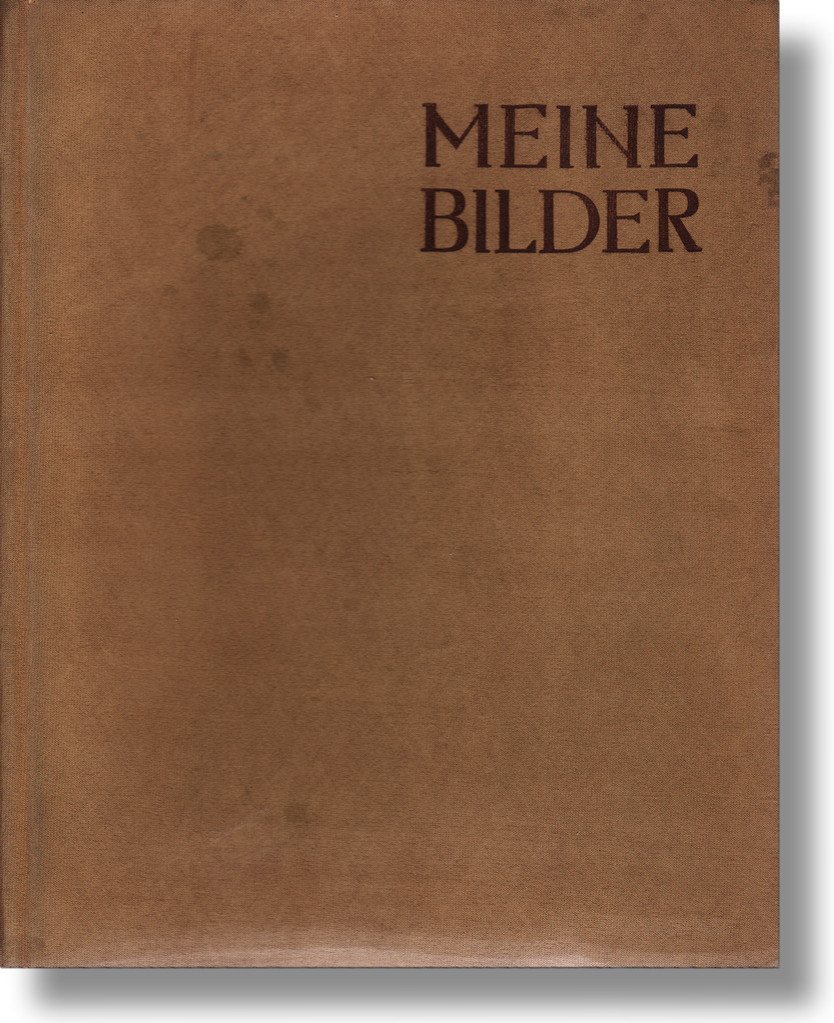
Henry B. Simms: Meine Bilder, veröffentlicht 1910
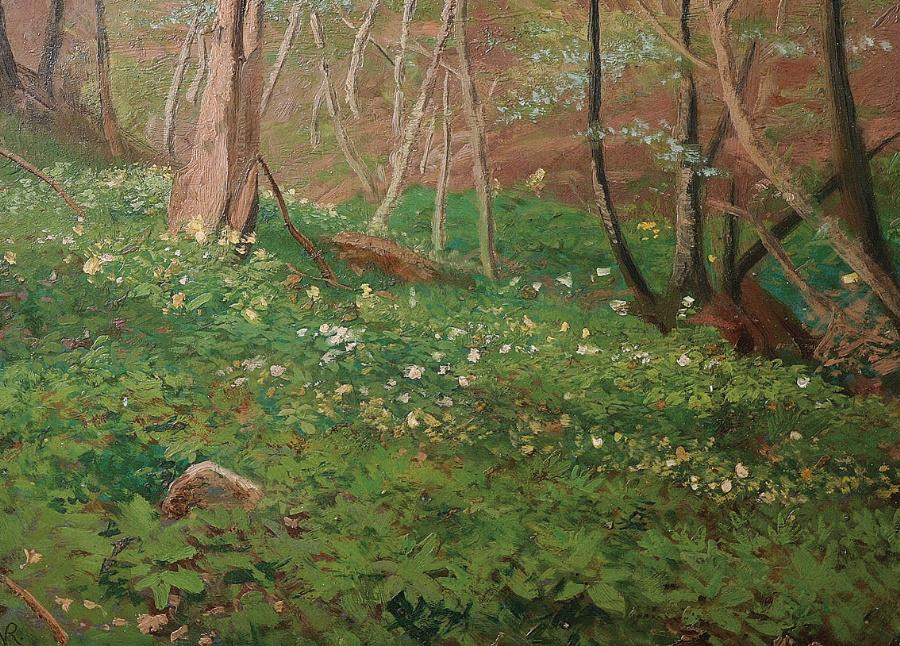
Valentin Ruths: Frühling im Wald bei Aumühle
Max Slevogt: Selbstbildnis vor der Staffelei (um 1898)
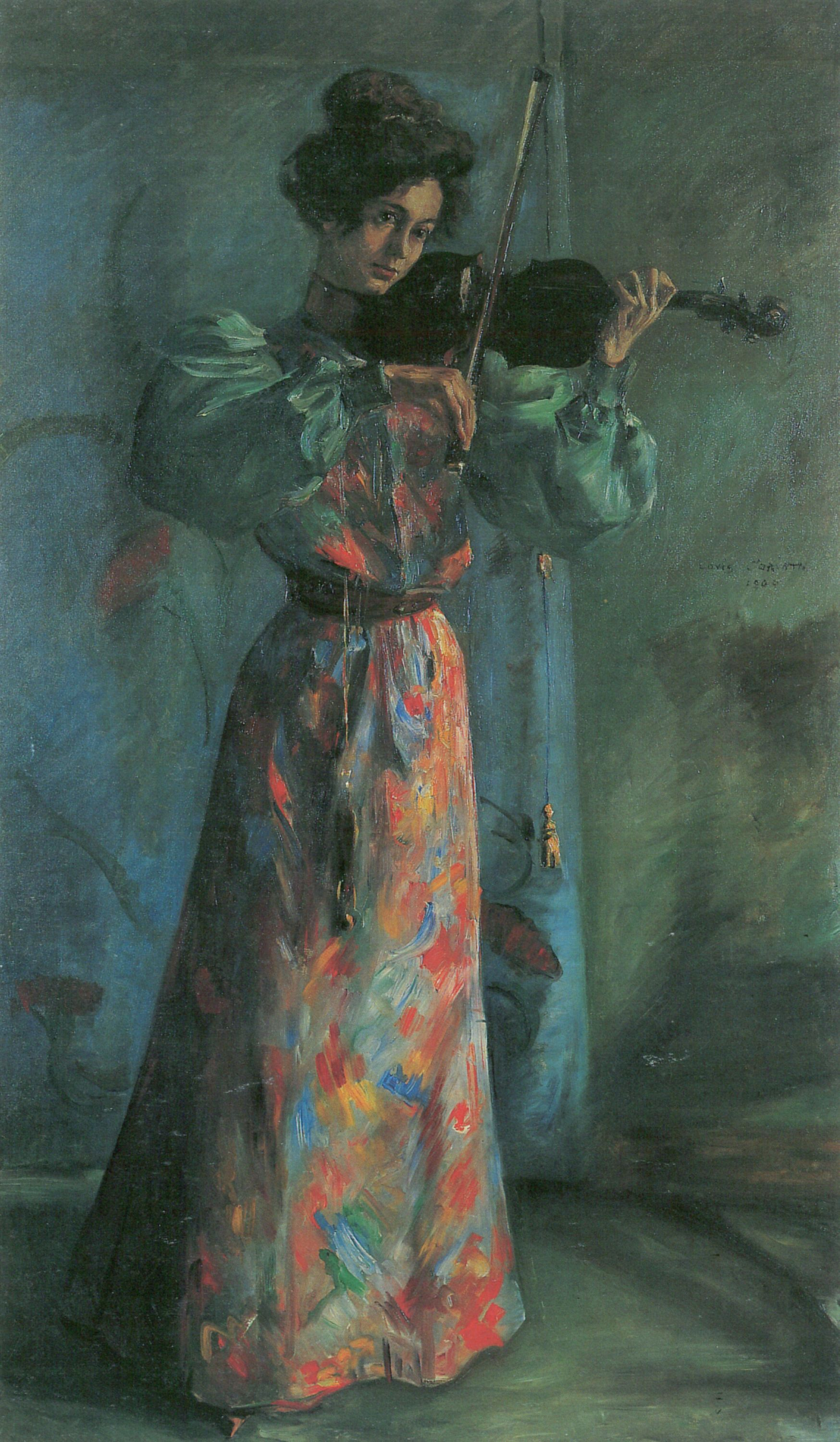
Lovis Corinth: Die Geigenspielerin (1900)
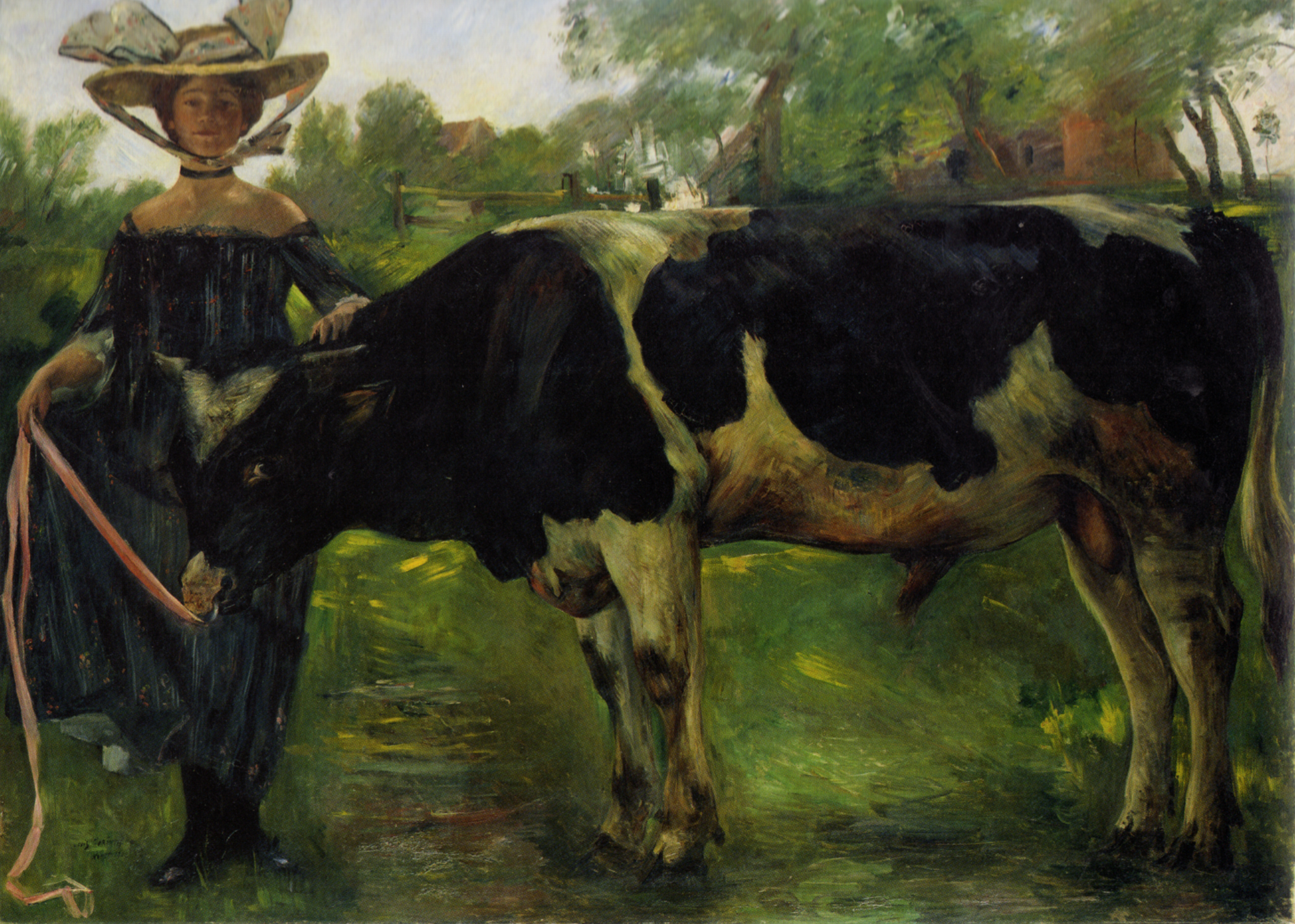
Lovis Corinth: Mädchen mit Stier (1902)
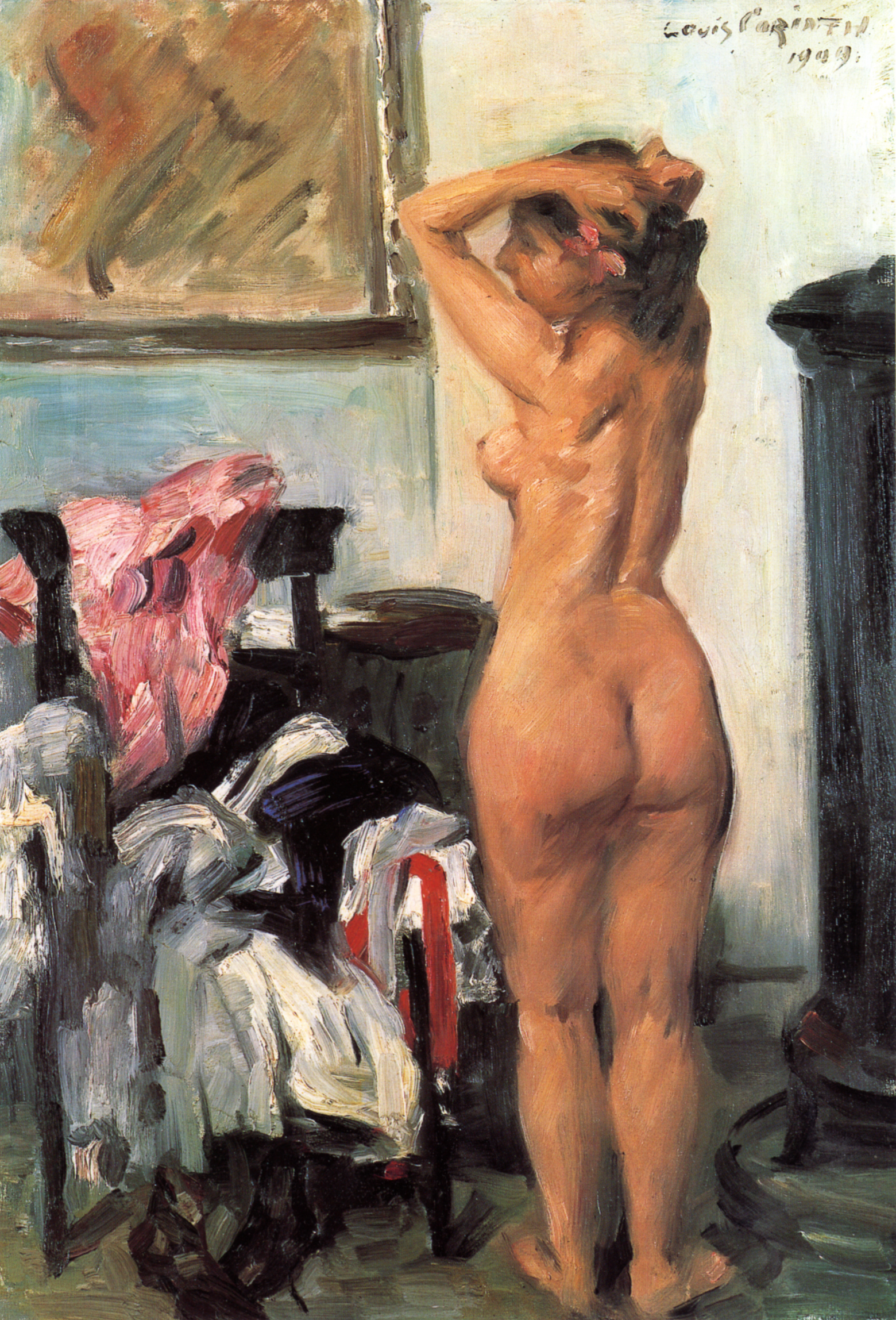
Lovis Corinth: Modellpause (1909)
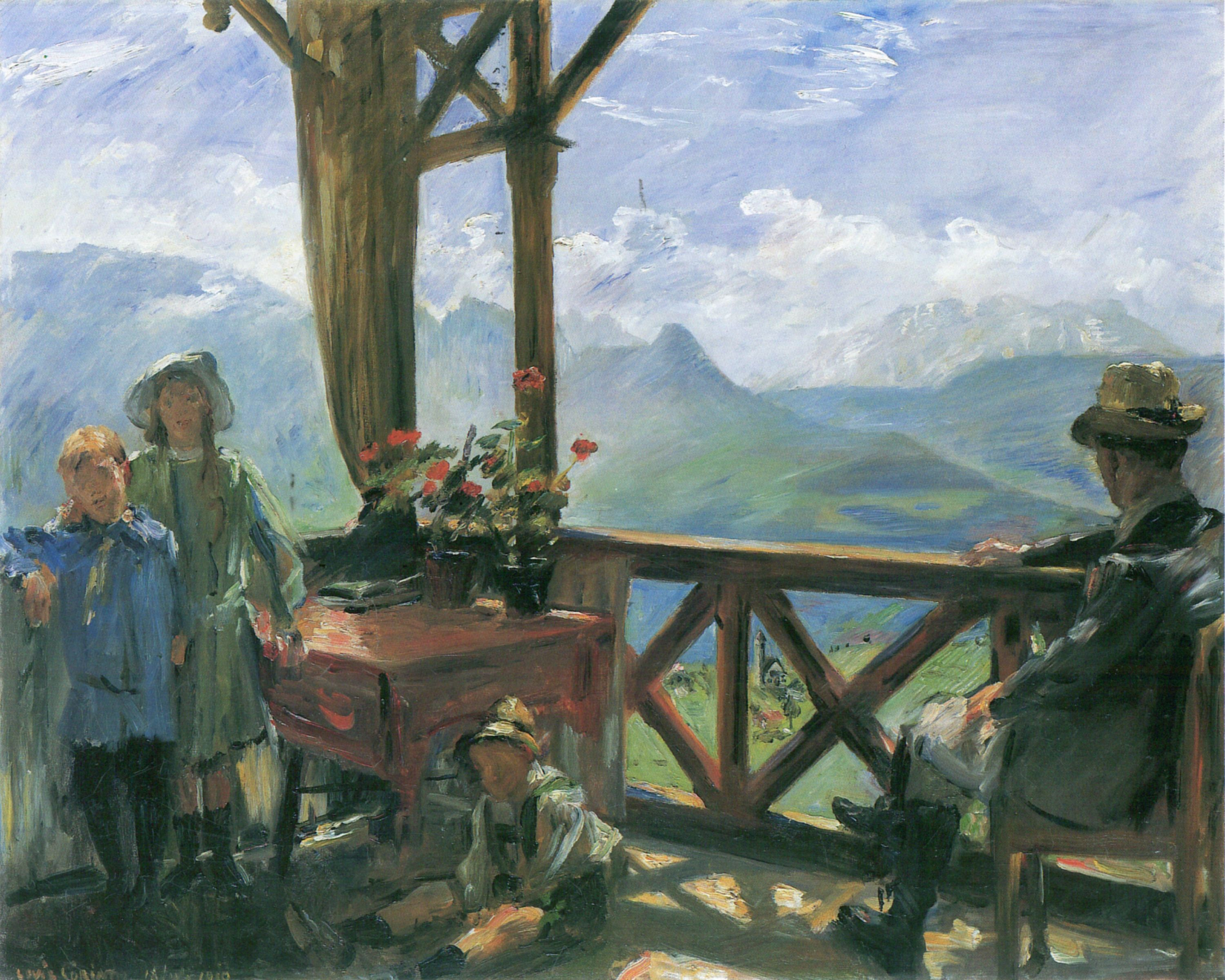
Lovis Corinth: Terrasse in Klobenstein, Tirol (1910)
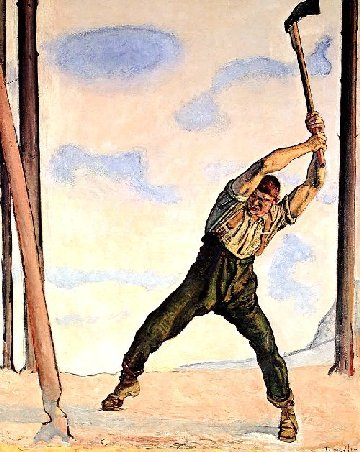
Ferdinand Hodler: Der Holzfäller (1910)